# Tammukkajoki
Tammukkajoki (Samisch: Dápmotjohka) is een rivier die stroomt in de Finse gemeente Enontekiö in de regio Lapland. De rivier verzorgt de afwatering van het Marsujärvi en stroomt vanuit daar naar het zuiden. Zij doet daarbij ook het kleine Tammukkajärvi aan en mondt na 16.590 meter uit in de Könkämärivier. Ze behoort tot het stroomgebied van de Torne.
Afwatering: Tammukkajoki → Könkämärivier →  Muonio →  Torne → Botnische Golf